# Erhaben
Als Erhaben werden in der Drucktechnik und weiteren Gebieten – beispielsweise beim Einprägen – Objekte bezeichnet, die über eine plane Oberfläche hinausragen.
Bekanntestes Beispiel ist die Brailleschrift, bei der punktförmige Erhebungen sehbehinderten Menschen die Entzifferung von Symbolen – Zahlen oder Buchstaben – durch Abtasten ermöglichen. Auch Banknoten einiger Länder verwenden – mit der gleichen Zielrichtung – erhabene Symbole. Bei Blech- und Schmuckdosen werden Beschriftungen bisweilen erhaben geprägt. Bei der Kunstform des Reliefs werden die Objekte erhaben dargestellt.